# Takata-matsubara

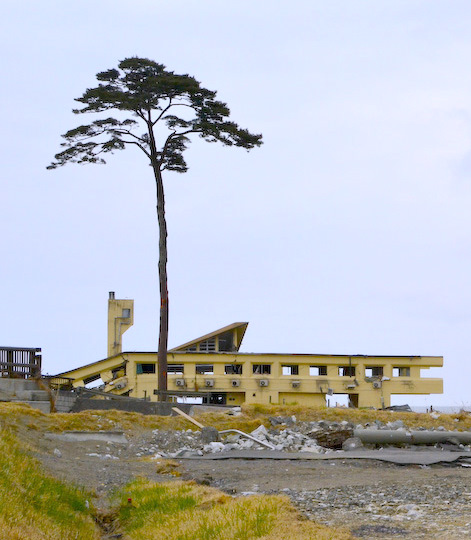
Takata-matsubara (mai 2011).

Pour les articles homonymes, voir Takata (homonymie).
Takata-matsubara (高田松原) est un lieu de beauté pittoresque désigné de niveau national situé à Rikuzentakata dans la préfecture d'Iwate au Japon, sélectionné parmi les 100 paysages du Japon au cours de l'ère Shōwa. Des soixante-dix mille pins qui se trouvaient le long d'un tronçon de deux kilomètres de plage à l'intérieur du parc national de Sanriku Fukkō, il n'en restait qu'un debout après le séisme de 2011 de la côte Pacifique du Tōhoku,.